# Naukšēnu novads
Naukšēnu novads was tussen 2009 en medio 2021 een gemeente in Vidzeme in het midden van Letland. De hoofdplaats was Naukšēni.
De gemeente ontstond in 2009 bij een herindeling uit de samenvoeging van de landelijke gemeenten Naukšēni en Ķoņi.
In juli 2021 ging Naukšēnu novads, samen met de "republieksstad" Valmiera en de gemeenten Beverīnas novads, Burtnieku novads, Kocēnu novads, Mazsalacas novads, Rūjienas novads en Strenču novads, op in de nieuwe gemeente Valmieras novads.
Steden van de Republiek (republikas pilsētas):

Daugavpils · Jēkabpils · Jelgava · Jūrmala · Liepāja · Rēzekne · Riga · Valmiera · Ventspils

Gemeenten (novadi):

Aglona · Aizkraukle · Aizpute · Aknīste · Aloja · Alsunga · Alūksne · Amata · Ape · Auce · Ādaži · Babīte · Baldone · Baltinava · Balvi · Bauska · Beverīna · Brocēni · Burtnieki · Carnikava · Cēsis · Cesvaine · Cibla · Dagda · Daugavpils · Dobele · Dundaga · Durbe · Engure · Ērgļi · Garkalne · Grobiņa · Gulbene · Iecava · Ikšķile · Inčukalns · Ilūkste · Jaunjelgava · Jaunpiebalga · Jaunpils · Jēkabpils · Jelgava · Kandava · Kārsava · Kocēni · Koknese · Krāslava · Krimulda · Krustpils · Kuldīga · Ķegums · Ķekava · Lielvārde · Līgatne · Limbaži · Līvāni · Lubāna · Ludza · Madona · Mālpils · Mārupe · Mazsalaca · Mērsrags · Naukšēnu · Nereta · Nīca · Ogre · Olaine · Ozolnieki · Pārgauja · Pāvilosta · Pļaviņas · Preiļi · Priekule · Priekuļi · Rauna · Rēzekne · Riebiņi · Roja · Ropaži · Rucava · Rugāji · Rundāle · Rūjiena · Salacgrīva · Sala · Salaspils · Saldus · Saulkrasti · Sēja · Sigulda · Skrīveri · Skrunda · Smiltene · Stopiņi · Strenči · Talsi · Tērvete · Tukums · Vaiņode · Valka · Varakļāni · Vārkava · Vecpiebalga · Vecumnieki · Ventspils · Viesīte · Viļaka · Viļāni · Zilupe